# سباستيان فالينزويلا
سباستيان فالينزويلا هو لاعب كرة قدم كولومبي، ولد في 6 يناير 1999.